# Simon Garfield

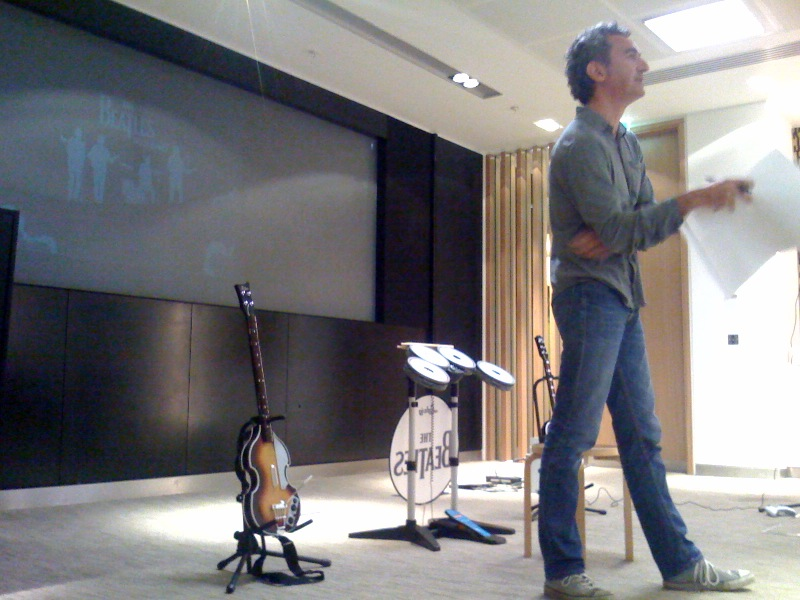
Simon Garfield (2009)

Simon Frank Garfield (* 19. März 1960 in London) ist ein britischer Journalist und Autor.

## Leben
Garfield besuchte die unabhängige University College School in Hampstead, London, und die London School of Economics. Dort war er Herausgeber des The Beaver. Heute arbeitet er als freier Journalist u. a. für die BBC.

## Journalistische Arbeit
Garfield beschäftigt sich mit Kartographie, Karten und deren politischen Implikationen. In "Karten!" erzählt Simon Garfield die Geschichte der Kartographie von den alten Griechen bis zu Google Maps. Dieses Buch wurde 2014 als Wissensbuch des Jahres in der Kategorie „Überblick“ ausgezeichnet.
Der Guardian schrieb 2013 über Garfield: "Simon Garfield hat es sich in den vergangenen Jahren zur Aufgabe gemacht, uns an die Risiken zu erinnern, die unser stetes Drängen hin zu einer virtuellen Welt mit sich bringt."

## Publikationen (Auswahl)
- The End of Innocence: Britain in the Time of AIDS. Faber and Faber, London/Boston 1994, ISBN 0-571153534.
- 2012: Just My Type: A Book about Fonts. Profile Books, London 2010, ISBN 978-1-84668-302-2.
  - 2012: Just My Type. Ein Buch über Schriften Ullstein. ISBN 978-3-550-08879-7.[2]
- 2013: On the map: Why the World Looks the Way it does. Profile Books, London 2012, ISBN 978-1-84668-509-5.
  - 2013: deutsch: Karten! Ein Buch über Entdecker, geniale Kartographen und Berge, die es nie gab. Theiss, Darmstadt 2013, ISBN 978-3-8062-2847-2.
- 2014: To the Letter: A Celebration of the Lost Art of Letter Writing. GOTHAM BOOKS. ISBN 978-1-59240-882-5.
  - Briefe! Ein Buch über die Liebe in Worten, wundersame Postwege und den Mann, der sich selbst verschickte, Dt. von Jörg Fündling, Theiss, Darmstadt 2015, ISBN 978-3-8062-3175-5
- 2016: Timekeepers: How The World Became Obsessed With Time
  - Zeitfieber. Warum die Stunde nicht überall gleich schlägt, die innere Uhr täuschen kann und Beethoven aus dem Takt gerät, Dt. von Jörg Fündling, Theiss, Darmstadt 2017, ISBN 978-3-8062-3443-5